# Ralf Falkenmayer
Ralf Falkenmayer (født 11. februar 1963 i Frankfurt, Vesttyskland) er en tidligere tysk fodboldspiller (midtbane).
Han spillede hele gennem karrieren 385 kampe i Bundesligaen, fordelt på 14 sæsoner hos Eintracht Frankfurt og to hos Bayer Leverkusen. Han havde også et toårigt ophold hos den lavere rangerende klub Eintracht Trier. Med Frankfurt vandt han i 1981 den tyske pokalturnering, mens han med Leverkusen vandt UEFA Cuppen i 1988.
Falkenmayer spillede desuden fire kampe for det vesttyske landshold. Han var en del af den tyske trup til EM i 1984 i Frankrig, men kom dog ikke på banen i turneringen.

## Titler
DFB-Pokal
- 1981 med Eintracht Frankfurt

UEFA Cup
- 1988 med Bayer Leverkusen